# Luminor Hôtel de Ville
Fondé en 1912, le Luminor Hôtel de ville (anciennement Nouveau Latina) est un cinéma indépendant d'Art et Essai situé rue du Temple dans le quartier du Marais du 4e arrondissement de Paris. En 1942, il s'appelait Ciné Hotel-de-Ville. 

## Historique
Au fil des ans, ce cinéma a porté les noms de Cinéma de l’Hôtel de Ville, Le Marais, le Latina, le Nouveau Latina et le Luminor.
Fin 2022, le Luminor est menacé de fermeture par le propriétaire des lieux, le holding immobilier Sofra, qui veut y installer des magasins